# Nata, Mexiko
Nata är en ort i Mexiko.   Den ligger i kommunen San Miguel Tequixtepec och delstaten Oaxaca, i den sydöstra delen av landet, 270 km sydost om huvudstaden Mexico City. Nata ligger 2 057 meter över havet och antalet invånare är 190.
Terrängen runt Nata är kuperad åt nordost, men åt sydväst är den platt. Runt Nata är det glesbefolkat, med 9 invånare per kvadratkilometer. Närmaste större samhälle är San Miguel Huautla, 18,4 km öster om Nata. Trakten runt Nata består i huvudsak av gräsmarker.